# Pier van Hastings

Hastings Pier in 1905

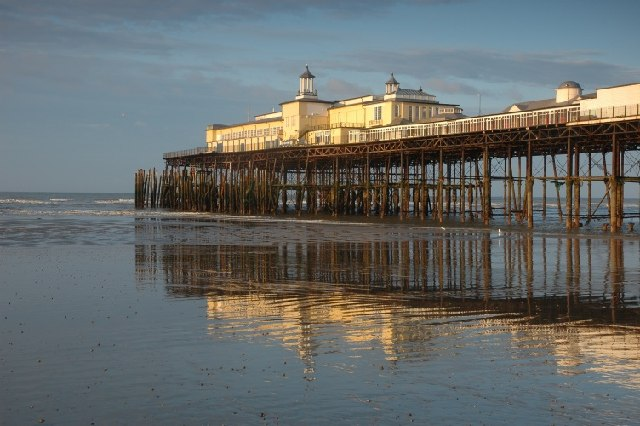
Hastings Pier in 2009

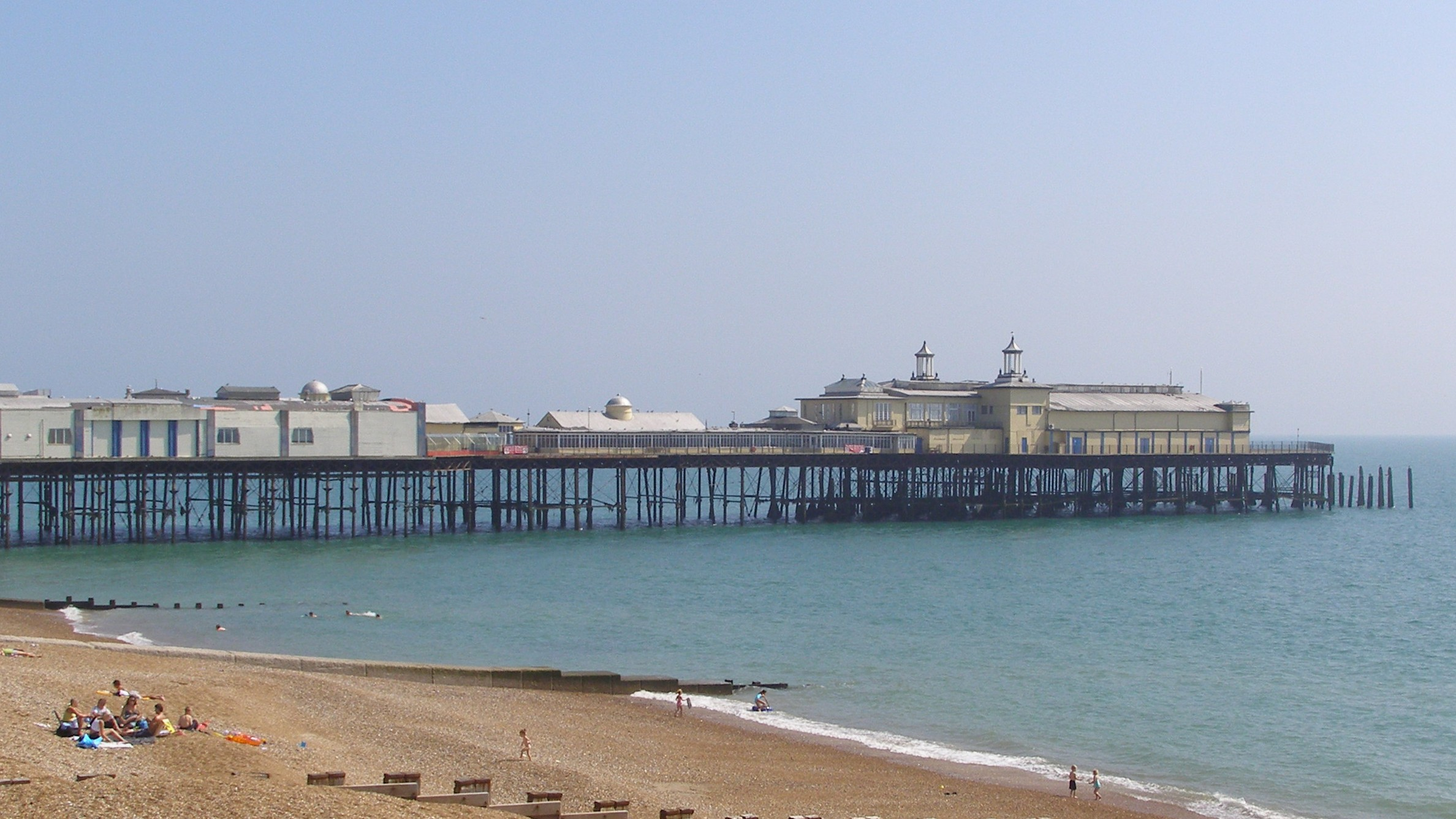
De pier met paviljoenen in 2007

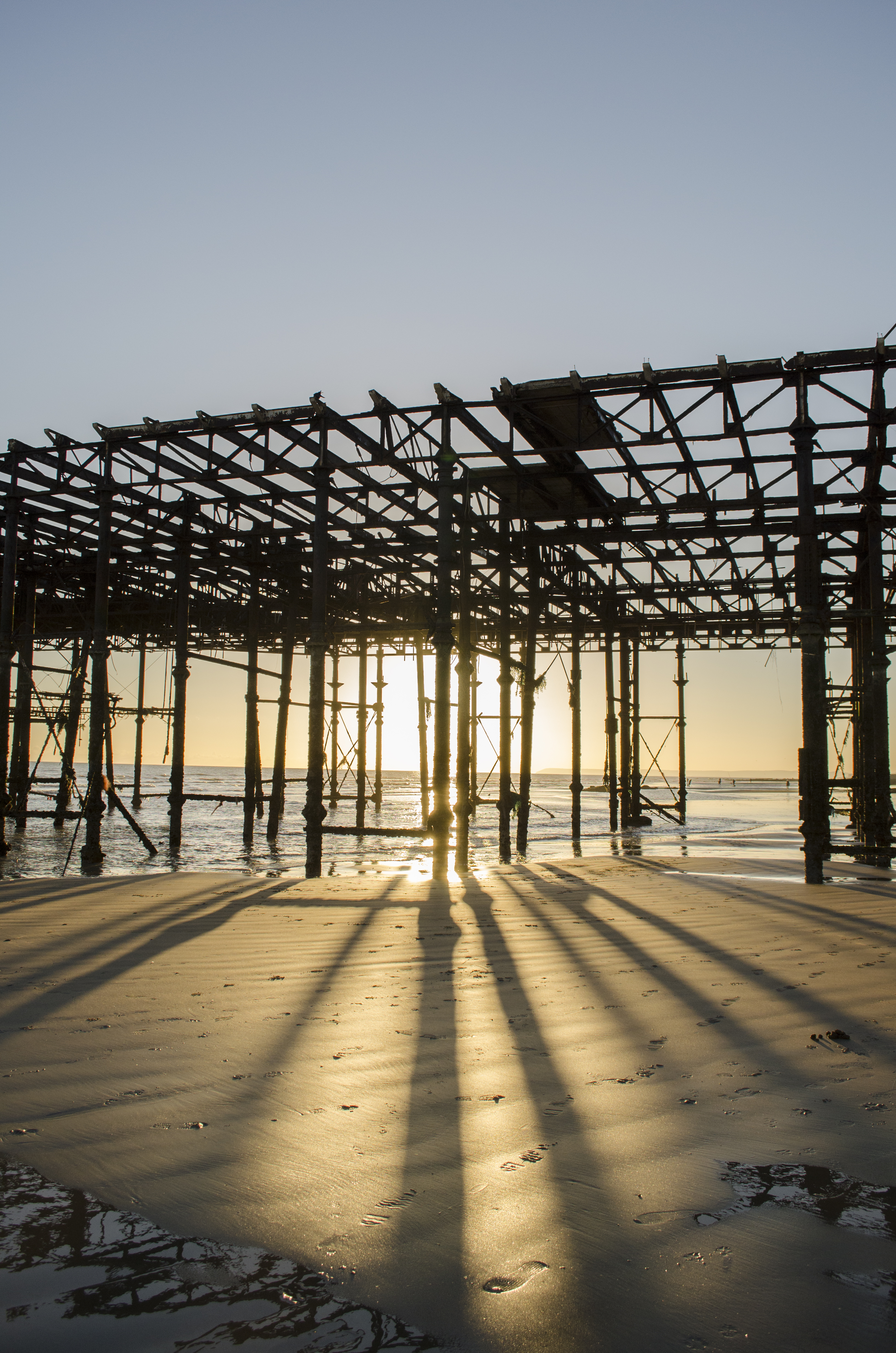
Deel van de pier na de brand van 2010

De Pier van Hastings (Engels: Hastings Pier) is een pier in Hastings, aan de zuidoostkust van Engeland. De pier is een van de belangrijkste bezienswaardigheden van de stad. De oorspronkelijk pier werd feestelijk ingehuldigd op 5 augustus 1872.

## Geschiedenis
De eerste pier was van de hand van Eugenius Birch, een 19de-eeuws Engels architect die actief was aan de kust en zich had gespecialiseerd in de bouw van pieren. De pier in victoriaanse architectuur werd gebouwd in 1872 met een lengte van 280 m en een breedte die varieerde van 14 m op het smalste stuk tot 58 meter. Het eerste paviljoen op de kop van de pier bood 2.000 zitplaatsen maar ging op in een brand in 1917. Een nieuw paviljoen opende in 1922. De pier was bijzonder populair tijdens het interbellum maar bleef tot de jaren zestig veel bezoekers lokken. In het paviljoen gingen optredens door van The Rolling Stones, The Who, Jimi Hendrix, Genesis, Tom Jones, Ten Years After en Pink Floyd. Het laatste optreden van Pink Floyd waar ook Syd Barrett mee optrad, op 20 januari 1968, vond plaats in het paviljoen van de pier van Hastings.
Het verval werd ingezet met zware stormschade in 1990, de schade werd geschat op meer dan een miljoen Britse pond herstellingskosten. De veiligheid van het publiek liet niet meer toe het bouwwerk volledig te betreden in 1999 tot in juli 2006 de pier door het gemeentebestuur volledig werd afgesloten voor het publiek. Na een gedeeltelijke herstelling was de pier van 4 juli 2007 tot 12 maart 2008 terug deels open voor wandelaars, maar vastgestelde structurele zwaktes noopten tot een nieuwe sluiting. Op 5 oktober 2010 vernielde een brand 95% van de constructie. Na fondsenwerving en een bijdrage van bijna 9 miljoen pond door de Heritage Lottery werd de pier voor 14 miljoen pond herbouwd naar plannen van het architectenbureau dRMM en heropend op 27 april 2016. Het ontwerp van de nieuwe pier won in 2017 de Stirling Prize for architecture, uitgereikt door de Royal Institute of British Architects (Riba).
De pier speelt een rol in de langspeelfilm The Dark Man, de televisieserie Foyle's War en de film Byzantium.